# 2016年の交通
2016年の交通（2016ねんのこうつう）とは、2016年（平成28年）に起こった交通関係の出来事をまとめたページである。
2015年の交通 - 2016年の交通 - 2017年の交通

## 出来事の一覧

### 1月
- 15日
  - （交通事故）  長野県北佐久郡軽井沢町の国道18号碓氷バイパスで乗客39人、乗員2人を乗せ東京から長野県に向かっていたスキーツアーバスが入山峠付近の下り坂のカーブでガードレールを突き破って道路外に転落し、乗客13人と乗員2人が死亡、26人が重軽傷を負った[1][2]。

### 2月
- 6日
  - （交通事故）  静岡県伊東市から東京都の伊豆大島に向かっていた高速船が伊豆大島沖でクジラと衝突し、船が自力航行できなくなったほか乗客7人が体調不良を訴えた[3]。
- 25日
  - （交通事故）  大阪府大阪市北区にて乗用車が歩道に乗り上げる事故が発生した[4]。

### 4月
- 4日
  - （利用開始）  バスタ新宿（新宿南口交通ターミナル）[5]
- 16日
  - （災害）  熊本県熊本地方を震源とするM7.3の地震が発生（平成28年（2016年）熊本地震）、国道325号阿蘇大橋が落橋、熊本県道28号熊本高森線俵山トンネルが崩落、大規模な土砂崩れにより国道57号が寸断されるなど交通網にも大きな被害が生じた[6]。
- 22日
  - （事故）  兵庫県神戸市北区の新名神高速道路有馬川橋（仮称）建設現場で架設中の橋桁が国道176号上に落下し、作業員2名が死亡[7][8]。

### 5月
- 7日
  - （事故）  米国フロリダ州の高速道路で、テスラモーターズのモデルSが自動運転モード中に事故を起こし、搭乗者が死亡（自動運転における初の死亡事故）[9]。

### 6月
- 26日
  - （開通）  新パナマ運河が開通記念式典（運用開始は27日から）[10]

### 11月
- 8日
  - （陥没事故）  福岡県福岡市博多区・はかた駅前通り 博多駅前2丁目交差点付近の福岡市地下鉄七隈線延伸工事現場で道路陥没事故が発生した[11][12]。

- 20日
  - （交通事故）  神奈川県相模原市緑区の中央自動車道下り線で秋篠宮家や宮内庁職員ら計6人が乗ったワゴン車が乗用車に追突する事故が発生した[13]。
- 22日
  - （不祥事・事件・逮捕）  駐車違反の身代わり出頭で佐川急便の従業員6人が逮捕された[14]。

### 12月
- （開通） ユーロスターのロンドン - アムステルダム間の路線が開通[15]。